# Jubilus

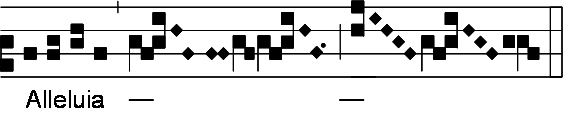
Jubilace na poslední slabice slova Alleluia

Jubilus (též jubilace) je významný pěvecký prvek gregoriánského chorálu.
Jedná se o melismatické provedení (tropování) posledního vokálu „a“ ve slově Alleluia (sekvence). Jubilace používaly bohatě zdobené melodie, kdy se opakovla určité řady tónů, které zpěvu vtiskly charakteristický výraz. Jubilace sloužily především k umocnění výrazu zpěvu.